# 1520
Portal Geschichte | Portal Biografien | Aktuelle Ereignisse | Jahreskalender | Tagesartikel

◄ |
15. Jahrhundert |
16. Jahrhundert
| 17. Jahrhundert | ►

◄ |
1490er |
1500er |
1510er |
1520er
| 1530er | 1540er | 1550er | ►

◄◄ |
◄ |
1516 |
1517 |
1518 |
1519 |
1520
| 1521 | 1522 | 1523 | 1524 | ► | ►►
Staatsoberhäupter  · Nekrolog · Kunstjahr · Literaturjahr · Musikjahr   · Wissenschaftsjahr
| Januar | Januar | Januar | Januar | Januar | Januar | Januar | Januar |
| Kw     | Mo     | Di     | Mi     | Do     | Fr     | Sa     | So     |
| ------ | ------ | ------ | ------ | ------ | ------ | ------ | ------ |
| 52     |        |        |        |        |        |        | 1      |
| 1      | 2      | 3      | 4      | 5      | 6      | 7      | 8      |
| 2      | 9      | 10     | 11     | 12     | 13     | 14     | 15     |
| 3      | 16     | 17     | 18     | 19     | 20     | 21     | 22     |
| 4      | 23     | 24     | 25     | 26     | 27     | 28     | 29     |
| 5      | 30     | 31     |        |        |        |        |        |

| Februar | Februar | Februar | Februar | Februar | Februar | Februar | Februar |
| Kw      | Mo      | Di      | Mi      | Do      | Fr      | Sa      | So      |
| ------- | ------- | ------- | ------- | ------- | ------- | ------- | ------- |
| 5       |         |         | 1       | 2       | 3       | 4       | 5       |
| 6       | 6       | 7       | 8       | 9       | 10      | 11      | 12      |
| 7       | 13      | 14      | 15      | 16      | 17      | 18      | 19      |
| 8       | 20      | 21      | 22      | 23      | 24      | 25      | 26      |
| 9       | 27      | 28      | 29      |         |         |         |         |

| März | März | März | März | März | März | März | März |
| Kw   | Mo   | Di   | Mi   | Do   | Fr   | Sa   | So   |
| ---- | ---- | ---- | ---- | ---- | ---- | ---- | ---- |
| 9    |      |      |      | 1    | 2    | 3    | 4    |
| 10   | 5    | 6    | 7    | 8    | 9    | 10   | 11   |
| 11   | 12   | 13   | 14   | 15   | 16   | 17   | 18   |
| 12   | 19   | 20   | 21   | 22   | 23   | 24   | 25   |
| 13   | 26   | 27   | 28   | 29   | 30   | 31   |      |

| April | April | April | April | April | April | April | April |
| Kw    | Mo    | Di    | Mi    | Do    | Fr    | Sa    | So    |
| ----- | ----- | ----- | ----- | ----- | ----- | ----- | ----- |
| 13    |       |       |       |       |       |       | 1     |
| 14    | 2     | 3     | 4     | 5     | 6     | 7     | 8     |
| 15    | 9     | 10    | 11    | 12    | 13    | 14    | 15    |
| 16    | 16    | 17    | 18    | 19    | 20    | 21    | 22    |
| 17    | 23    | 24    | 25    | 26    | 27    | 28    | 29    |
| 18    | 30    |       |       |       |       |       |       |

| Mai | Mai | Mai | Mai | Mai | Mai | Mai | Mai |
| Kw  | Mo  | Di  | Mi  | Do  | Fr  | Sa  | So  |
| --- | --- | --- | --- | --- | --- | --- | --- |
| 18  |     | 1   | 2   | 3   | 4   | 5   | 6   |
| 19  | 7   | 8   | 9   | 10  | 11  | 12  | 13  |
| 20  | 14  | 15  | 16  | 17  | 18  | 19  | 20  |
| 21  | 21  | 22  | 23  | 24  | 25  | 26  | 27  |
| 22  | 28  | 29  | 30  | 31  |     |     |     |

| Juni | Juni | Juni | Juni | Juni | Juni | Juni | Juni |
| Kw   | Mo   | Di   | Mi   | Do   | Fr   | Sa   | So   |
| ---- | ---- | ---- | ---- | ---- | ---- | ---- | ---- |
| 22   |      |      |      |      | 1    | 2    | 3    |
| 23   | 4    | 5    | 6    | 7    | 8    | 9    | 10   |
| 24   | 11   | 12   | 13   | 14   | 15   | 16   | 17   |
| 25   | 18   | 19   | 20   | 21   | 22   | 23   | 24   |
| 26   | 25   | 26   | 27   | 28   | 29   | 30   |      |

| Juli | Juli | Juli | Juli | Juli | Juli | Juli | Juli |
| Kw   | Mo   | Di   | Mi   | Do   | Fr   | Sa   | So   |
| ---- | ---- | ---- | ---- | ---- | ---- | ---- | ---- |
| 26   |      |      |      |      |      |      | 1    |
| 27   | 2    | 3    | 4    | 5    | 6    | 7    | 8    |
| 28   | 9    | 10   | 11   | 12   | 13   | 14   | 15   |
| 29   | 16   | 17   | 18   | 19   | 20   | 21   | 22   |
| 30   | 23   | 24   | 25   | 26   | 27   | 28   | 29   |
| 31   | 30   | 31   |      |      |      |      |      |

| August | August | August | August | August | August | August | August |
| Kw     | Mo     | Di     | Mi     | Do     | Fr     | Sa     | So     |
| ------ | ------ | ------ | ------ | ------ | ------ | ------ | ------ |
| 31     |        |        | 1      | 2      | 3      | 4      | 5      |
| 32     | 6      | 7      | 8      | 9      | 10     | 11     | 12     |
| 33     | 13     | 14     | 15     | 16     | 17     | 18     | 19     |
| 34     | 20     | 21     | 22     | 23     | 24     | 25     | 26     |
| 35     | 27     | 28     | 29     | 30     | 31     |        |        |

| September | September | September | September | September | September | September | September |
| Kw        | Mo        | Di        | Mi        | Do        | Fr        | Sa        | So        |
| --------- | --------- | --------- | --------- | --------- | --------- | --------- | --------- |
| 35        |           |           |           |           |           | 1         | 2         |
| 36        | 3         | 4         | 5         | 6         | 7         | 8         | 9         |
| 37        | 10        | 11        | 12        | 13        | 14        | 15        | 16        |
| 38        | 17        | 18        | 19        | 20        | 21        | 22        | 23        |
| 39        | 24        | 25        | 26        | 27        | 28        | 29        | 30        |

| Oktober | Oktober | Oktober | Oktober | Oktober | Oktober | Oktober | Oktober |
| Kw      | Mo      | Di      | Mi      | Do      | Fr      | Sa      | So      |
| ------- | ------- | ------- | ------- | ------- | ------- | ------- | ------- |
| 40      | 1       | 2       | 3       | 4       | 5       | 6       | 7       |
| 41      | 8       | 9       | 10      | 11      | 12      | 13      | 14      |
| 42      | 15      | 16      | 17      | 18      | 19      | 20      | 21      |
| 43      | 22      | 23      | 24      | 25      | 26      | 27      | 28      |
| 44      | 29      | 30      | 31      |         |         |         |         |

| November | November | November | November | November | November | November | November |
| Kw       | Mo       | Di       | Mi       | Do       | Fr       | Sa       | So       |
| -------- | -------- | -------- | -------- | -------- | -------- | -------- | -------- |
| 44       |          |          |          | 1        | 2        | 3        | 4        |
| 45       | 5        | 6        | 7        | 8        | 9        | 10       | 11       |
| 46       | 12       | 13       | 14       | 15       | 16       | 17       | 18       |
| 47       | 19       | 20       | 21       | 22       | 23       | 24       | 25       |
| 48       | 26       | 27       | 28       | 29       | 30       |          |          |

| Dezember | Dezember | Dezember | Dezember | Dezember | Dezember | Dezember | Dezember |
| Kw       | Mo       | Di       | Mi       | Do       | Fr       | Sa       | So       |
| -------- | -------- | -------- | -------- | -------- | -------- | -------- | -------- |
| 48       |          |          |          |          |          | 1        | 2        |
| 49       | 3        | 4        | 5        | 6        | 7        | 8        | 9        |
| 50       | 10       | 11       | 12       | 13       | 14       | 15       | 16       |
| 51       | 17       | 18       | 19       | 20       | 21       | 22       | 23       |
| 52       | 24       | 25       | 26       | 27       | 28       | 29       | 30       |
| 1        | 31       |          |          |          |          |          |          |

| Januar | Januar | Januar | Januar | Januar | Januar | Januar | Januar |
| Kw     | Mo     | Di     | Mi     | Do     | Fr     | Sa     | So     |
| ------ | ------ | ------ | ------ | ------ | ------ | ------ | ------ |
| 52     |        |        |        |        |        |        | 1      |
| 1      | 2      | 3      | 4      | 5      | 6      | 7      | 8      |
| 2      | 9      | 10     | 11     | 12     | 13     | 14     | 15     |
| 3      | 16     | 17     | 18     | 19     | 20     | 21     | 22     |
| 4      | 23     | 24     | 25     | 26     | 27     | 28     | 29     |
| 5      | 30     | 31     |        |        |        |        |        |

| Februar | Februar | Februar | Februar | Februar | Februar | Februar | Februar |
| Kw      | Mo      | Di      | Mi      | Do      | Fr      | Sa      | So      |
| ------- | ------- | ------- | ------- | ------- | ------- | ------- | ------- |
| 5       |         |         | 1       | 2       | 3       | 4       | 5       |
| 6       | 6       | 7       | 8       | 9       | 10      | 11      | 12      |
| 7       | 13      | 14      | 15      | 16      | 17      | 18      | 19      |
| 8       | 20      | 21      | 22      | 23      | 24      | 25      | 26      |
| 9       | 27      | 28      | 29      |         |         |         |         |

| März | März | März | März | März | März | März | März |
| Kw   | Mo   | Di   | Mi   | Do   | Fr   | Sa   | So   |
| ---- | ---- | ---- | ---- | ---- | ---- | ---- | ---- |
| 9    |      |      |      | 1    | 2    | 3    | 4    |
| 10   | 5    | 6    | 7    | 8    | 9    | 10   | 11   |
| 11   | 12   | 13   | 14   | 15   | 16   | 17   | 18   |
| 12   | 19   | 20   | 21   | 22   | 23   | 24   | 25   |
| 13   | 26   | 27   | 28   | 29   | 30   | 31   |      |

| April | April | April | April | April | April | April | April |
| Kw    | Mo    | Di    | Mi    | Do    | Fr    | Sa    | So    |
| ----- | ----- | ----- | ----- | ----- | ----- | ----- | ----- |
| 13    |       |       |       |       |       |       | 1     |
| 14    | 2     | 3     | 4     | 5     | 6     | 7     | 8     |
| 15    | 9     | 10    | 11    | 12    | 13    | 14    | 15    |
| 16    | 16    | 17    | 18    | 19    | 20    | 21    | 22    |
| 17    | 23    | 24    | 25    | 26    | 27    | 28    | 29    |
| 18    | 30    |       |       |       |       |       |       |

| Mai | Mai | Mai | Mai | Mai | Mai | Mai | Mai |
| Kw  | Mo  | Di  | Mi  | Do  | Fr  | Sa  | So  |
| --- | --- | --- | --- | --- | --- | --- | --- |
| 18  |     | 1   | 2   | 3   | 4   | 5   | 6   |
| 19  | 7   | 8   | 9   | 10  | 11  | 12  | 13  |
| 20  | 14  | 15  | 16  | 17  | 18  | 19  | 20  |
| 21  | 21  | 22  | 23  | 24  | 25  | 26  | 27  |
| 22  | 28  | 29  | 30  | 31  |     |     |     |

| Juni | Juni | Juni | Juni | Juni | Juni | Juni | Juni |
| Kw   | Mo   | Di   | Mi   | Do   | Fr   | Sa   | So   |
| ---- | ---- | ---- | ---- | ---- | ---- | ---- | ---- |
| 22   |      |      |      |      | 1    | 2    | 3    |
| 23   | 4    | 5    | 6    | 7    | 8    | 9    | 10   |
| 24   | 11   | 12   | 13   | 14   | 15   | 16   | 17   |
| 25   | 18   | 19   | 20   | 21   | 22   | 23   | 24   |
| 26   | 25   | 26   | 27   | 28   | 29   | 30   |      |

| Juli | Juli | Juli | Juli | Juli | Juli | Juli | Juli |
| Kw   | Mo   | Di   | Mi   | Do   | Fr   | Sa   | So   |
| ---- | ---- | ---- | ---- | ---- | ---- | ---- | ---- |
| 26   |      |      |      |      |      |      | 1    |
| 27   | 2    | 3    | 4    | 5    | 6    | 7    | 8    |
| 28   | 9    | 10   | 11   | 12   | 13   | 14   | 15   |
| 29   | 16   | 17   | 18   | 19   | 20   | 21   | 22   |
| 30   | 23   | 24   | 25   | 26   | 27   | 28   | 29   |
| 31   | 30   | 31   |      |      |      |      |      |

| August | August | August | August | August | August | August | August |
| Kw     | Mo     | Di     | Mi     | Do     | Fr     | Sa     | So     |
| ------ | ------ | ------ | ------ | ------ | ------ | ------ | ------ |
| 31     |        |        | 1      | 2      | 3      | 4      | 5      |
| 32     | 6      | 7      | 8      | 9      | 10     | 11     | 12     |
| 33     | 13     | 14     | 15     | 16     | 17     | 18     | 19     |
| 34     | 20     | 21     | 22     | 23     | 24     | 25     | 26     |
| 35     | 27     | 28     | 29     | 30     | 31     |        |        |

| September | September | September | September | September | September | September | September |
| Kw        | Mo        | Di        | Mi        | Do        | Fr        | Sa        | So        |
| --------- | --------- | --------- | --------- | --------- | --------- | --------- | --------- |
| 35        |           |           |           |           |           | 1         | 2         |
| 36        | 3         | 4         | 5         | 6         | 7         | 8         | 9         |
| 37        | 10        | 11        | 12        | 13        | 14        | 15        | 16        |
| 38        | 17        | 18        | 19        | 20        | 21        | 22        | 23        |
| 39        | 24        | 25        | 26        | 27        | 28        | 29        | 30        |

| Oktober | Oktober | Oktober | Oktober | Oktober | Oktober | Oktober | Oktober |
| Kw      | Mo      | Di      | Mi      | Do      | Fr      | Sa      | So      |
| ------- | ------- | ------- | ------- | ------- | ------- | ------- | ------- |
| 40      | 1       | 2       | 3       | 4       | 5       | 6       | 7       |
| 41      | 8       | 9       | 10      | 11      | 12      | 13      | 14      |
| 42      | 15      | 16      | 17      | 18      | 19      | 20      | 21      |
| 43      | 22      | 23      | 24      | 25      | 26      | 27      | 28      |
| 44      | 29      | 30      | 31      |         |         |         |         |

| November | November | November | November | November | November | November | November |
| Kw       | Mo       | Di       | Mi       | Do       | Fr       | Sa       | So       |
| -------- | -------- | -------- | -------- | -------- | -------- | -------- | -------- |
| 44       |          |          |          | 1        | 2        | 3        | 4        |
| 45       | 5        | 6        | 7        | 8        | 9        | 10       | 11       |
| 46       | 12       | 13       | 14       | 15       | 16       | 17       | 18       |
| 47       | 19       | 20       | 21       | 22       | 23       | 24       | 25       |
| 48       | 26       | 27       | 28       | 29       | 30       |          |          |

| Dezember | Dezember | Dezember | Dezember | Dezember | Dezember | Dezember | Dezember |
| Kw       | Mo       | Di       | Mi       | Do       | Fr       | Sa       | So       |
| -------- | -------- | -------- | -------- | -------- | -------- | -------- | -------- |
| 48       |          |          |          |          |          | 1        | 2        |
| 49       | 3        | 4        | 5        | 6        | 7        | 8        | 9        |
| 50       | 10       | 11       | 12       | 13       | 14       | 15       | 16       |
| 51       | 17       | 18       | 19       | 20       | 21       | 22       | 23       |
| 52       | 24       | 25       | 26       | 27       | 28       | 29       | 30       |
| 1        | 31       |          |          |          |          |          |          |

Mit seinem Sieg über den schwedischen Reichsverweser Sten Sture den Jüngeren gelingt es König Christian II. von Dänemark und Norwegen im Jahr 1520 die Kalmarer Union erstmals seit fast einem Jahrhundert wieder unter einem Herrscher zu vereinen. Er steht damit am Höhepunkt seiner Macht. Als er jedoch im Stockholmer Blutbad zahlreiche frühere Gegner hinrichten lässt, fallen die schwedischen Landesfürsten, die sich ihm bereits angeschlossen haben, wieder von ihm ab und beginnen einen Aufstand unter Gustav Wasa.
Auch in Spanien, beginnt ein Aufstand gegen König Karl I. Die Aufständischen vertreiben den Statthalter, setzen die Königsmutter gefangen und rufen die Santa Junta de las Comunidades aus. Zur gleichen Zeit stößt auch die Spanische Eroberung Mexikos auf heftigen Widerstand von Seiten der Azteken. Nach dem Tod des Aztekenherrschers Moctezuma II. müssen die Truppen des Hernán Cortés in der Noche Triste unter schweren Verlusten aus Tenochtitlan fliehen. Erst eine Pockenepidemie bricht den aztekischen Widerstand nachhaltig.
Papst Leo X. droht Martin Luther in seiner Bannandrohungsbulle Exsurge Domine mit der Exkommunikation. Luther antwortet darauf mit der aus 30 Thesen bestehenden Denkschrift Von der Freyheith eines Christenmenschen sowie mit der Verbrennung der päpstlichen Bulle.
Die Könige Heinrich VIII. von England und Franz I. von Frankreich versuchen sich bei einem extravaganten Treffen auf dem Camp du Drap d’Or anzunähern und Ferdinand Magellan erreicht nach der Durchfahrt der Magellanstraße den Pazifischen Ozean.

## Ereignisse

### Politik und Weltgeschehen

#### Kalmarer Union

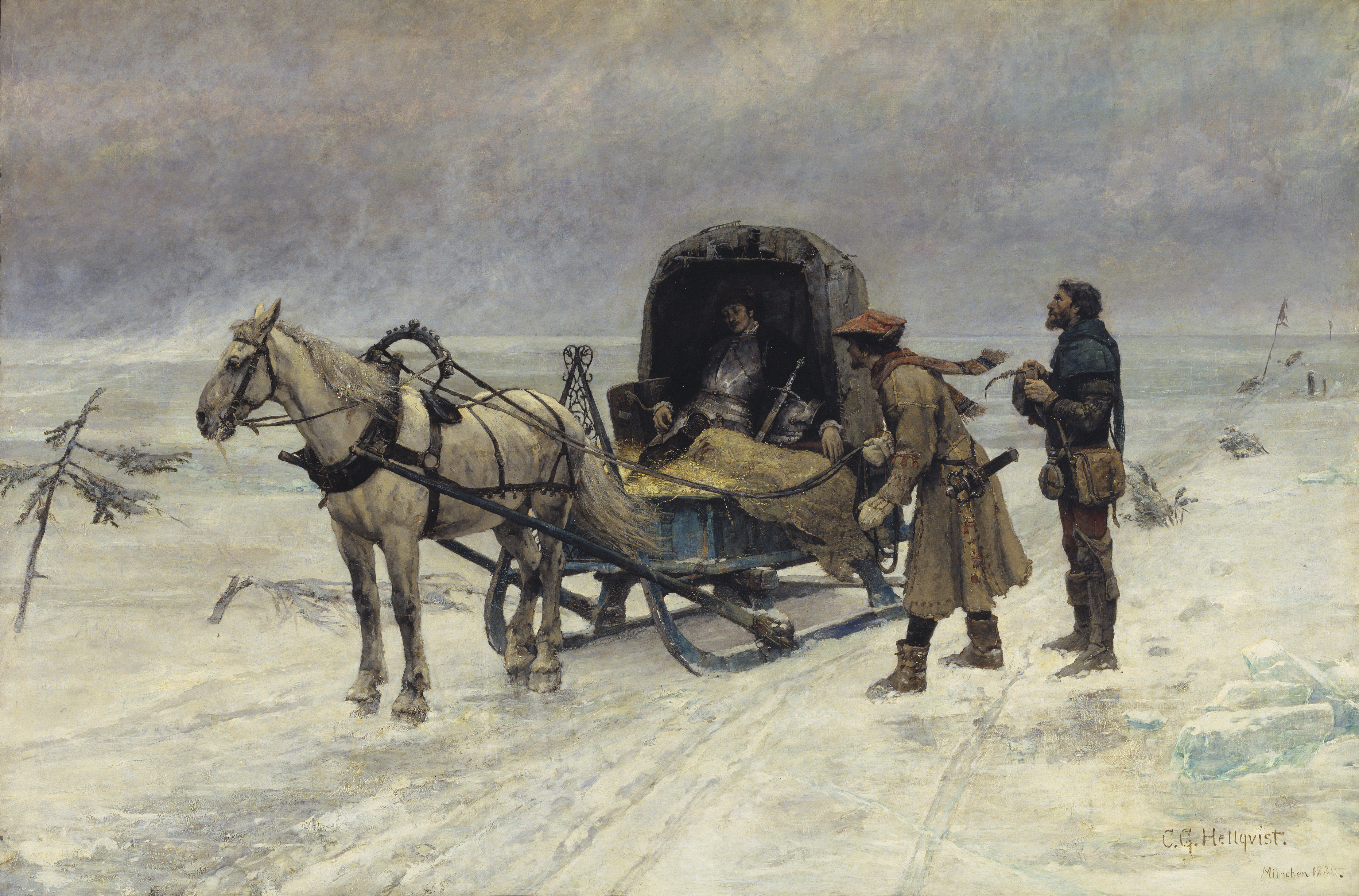
Der Tod von Sten Sture dem Jüngeren auf dem Eis des Mälaren, Historienbild von Carl Gustaf Hellqvist, 1880

Am 19. Januar schlägt König Christian II. von Dänemark und Norwegen in der Schlacht bei Bogesund den bisherigen schwedischen Reichsverweser Sten Sture den Jüngeren, der seinen Verletzungen am 3. Februar erliegt. Sten Stures Gattin Christina Gyllenstierna führt mit Unterstützung des schwedischen Adels den Widerstand fort, nach viermonatiger Belagerung Stockholms unterwerfen sie sich jedoch dem neuen König gegen Zusicherung einer vollen Amnestie.
Am 31. Mai trifft inzwischen Gustav Wasa, Anhänger Sten Stures und ehemalige Geisel Christians II., mit Lübecker Hilfe heimlich in der schwedischen Stadt Kalmar ein. Dort wird er freundlich aufgenommen, erhält aber keinerlei Unterstützung der schwedischen Adeligen, die sich großteils entschlossen haben, sich dem neuen König anzuschließen.

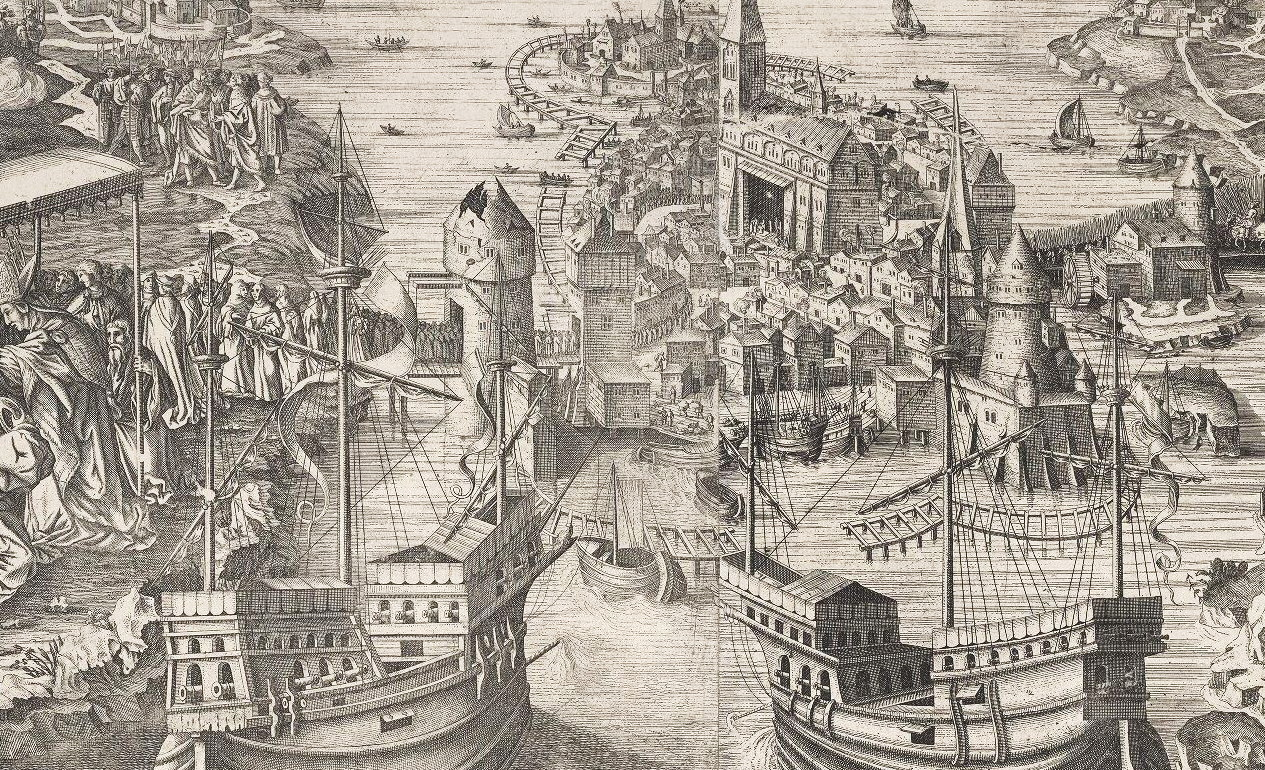
Stockholm 1520, Stich nach einem verschollenen Holzschnitt von 1520

Christian II. wird am 4. November in Stockholm zum König gekrönt, womit die gesamte Kalmarer Union wieder unter einem Herrscher vereint ist. Am dritten Tag der Krönungsfeierlichkeiten wird ein geistliches Gericht eingerichtet und 55 ehemalige Gegner Christians, unter ihnen Joakim Brahe, Gustav Wasas Schwager, sowie Gustavs Vater und weitere Verwandte, werden unter der Anschuldigung der Ketzerei wegen der Absetzung des Erzbischofs Gustav Trolle angeklagt. Am 8. und 9. November werden sie und noch rund 30 weitere, die nicht angeklagt wurden, auf dem Marktplatz hingerichtet. Weibliche Mitglieder der Familien Sture und Wasa, wie Sten Stures Ehefrau Christina Gyllenstierna und Gustav Wasas Schwester Margaret Eriksdotter Wasa, werden verschleppt und im Blauen Turm in Kopenhagen eingesperrt. Das Stockholmer Blutbad leitet das Ende der Kalmarer Union ein. Die schwedischen Landesfürsten schicken ihre zwei besten Skiläufer auf den Weg, um Gustav Wasa, der sich schon auf dem Weg nach Norwegen befindet, zurückzuholen.

#### Osteuropa
Die seit Ende des Vorjahres geführten Verhandlungen zwischen dem Khanat der Krimtataren unter Mehmed I. Giray und König Sigismund I. von Polen, als Sigismund II. auch Großfürst von Litauen, werden am 25. Oktober erfolgreich abgeschlossen. Der Waffenstillstandsvertrag sieht im Bedarfsfalle gemeinsame militärische Aktionen gegen Moskau vor, das sich durch den Ausbau befestigter Anlagen an seiner Südgrenze (unter anderem wird der Kreml in Tula und der Tulaer Verhau im Frühjahr 1520 fertiggestellt) vor Überraschungsangriffen zu schützen sucht.

#### Heiliges Römisches Reich
Nachdem sie das Herzogtum Mecklenburg nach dem Tod ihres Vaters Magnus II. mehrere Jahre gemeinsam verwaltet haben, teilen Heinrich V. und Albrecht VII. das Land im Neubrandenburger Hausvertrag am 7. Mai untereinander auf. Das Herzogtum wird dabei immer noch als ein Ganzes angesehen. Die Teilung ist notwendig geworden, da die Brüder unterschiedliche Vorstellungen zur Behandlung der Reformation in ihrem Land haben.

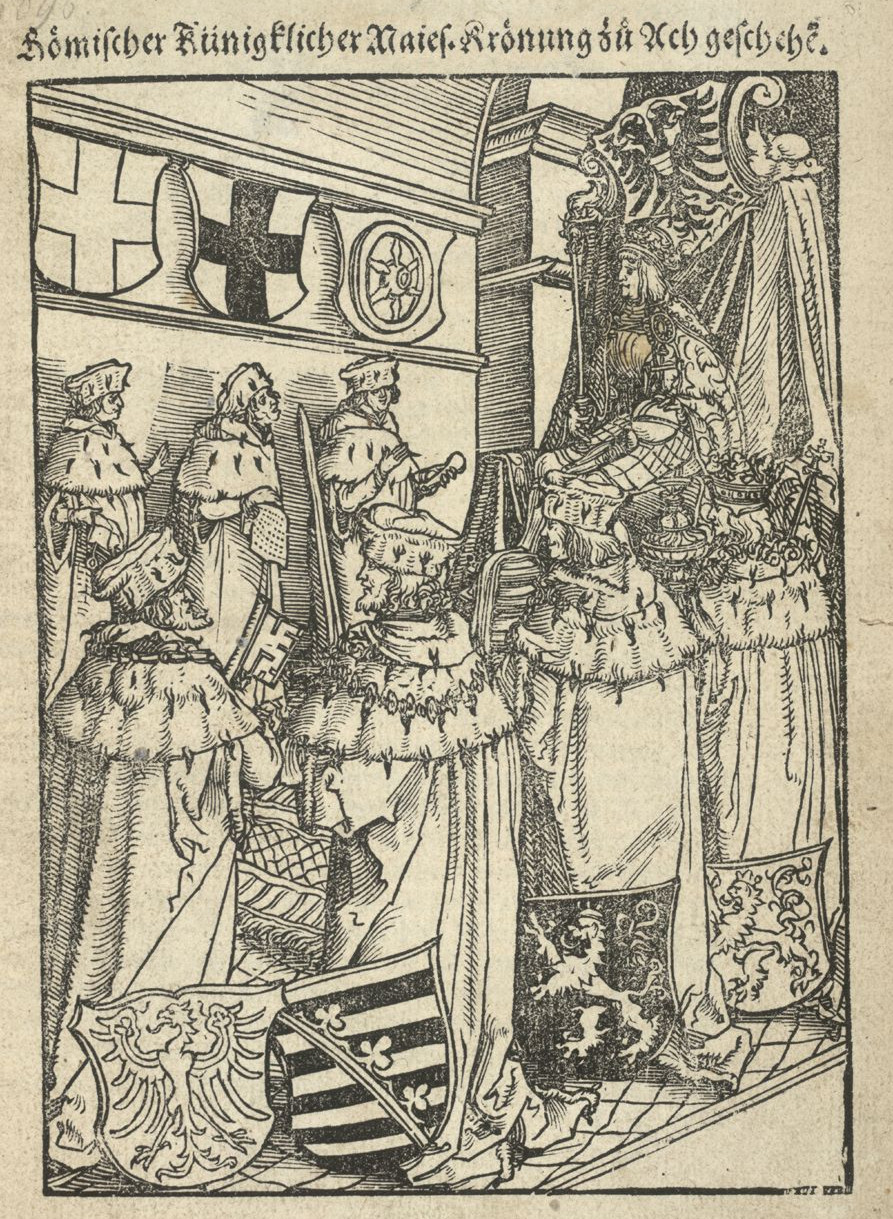
Krönung Karls in Aachen

Der im Vorjahr gewählte Karl V. reist vom Kloster Molins de Rei bei Barcelona, wohin er sich vor der Pest geflüchtet hat, über England und die Niederlande ins Heilige Römische Reich. Er wird am 23. Oktober im Kaiserdom zu Aachen durch den Kölner Erzbischof Hermann V. von Wied zum römisch-deutschen König gekrönt und nennt sich anschließend König der Römer, erwählter römischer Kaiser, immer Augustus. Papst Leo X. willigt am 26. Oktober in das Führen dieses Titels ein.
Ulrich Zasius gestaltet das Freiburger Stadtrecht neu. Seine Verschmelzung von römischem und deutschem Recht ist bis ins 19. Jahrhundert Grundlage einer eigenständigen Ordnung des Rechts- und Gerichtswesens der Stadt Freiburg und gilt auch über Freiburg hinaus als Vorbild für andere Stadt- und Landrechte. In dem von ihm geschaffenen Stadtrecht werden Juden explizit diskriminiert. Sie dürfen in Rechtsangelegenheiten kein Zeugnis ablegen und mit Freiburger Bürgern keine Gemeinschaft haben. Diese wird mit zwei Silbermark und im Wiederholungsfall mit der Ausweisung des Bürgers bestraft.

#### Frankreich / England
König Heinrich VIII. von England und der deutsche König Karl V., der sich auf dem Weg zu seiner Krönung befindet (s. o.), treffen einander am 26. Mai in Dover. Der mit Frankreich rivalisierende Karl versucht Heinrich als Verbündeten zu gewinnen. Da ein solches Bündnis eine ernste Bedrohung für Frankreich darstellen würde, tritt die französische Diplomatie auf den Plan. Am 13. April kommt es vor dem englisch besetzten Calais zu einem Treffen zwischen Charles Somerset, 1. Earl of Worcester und Galiot de Genouillac, bei dem ein Treffen des französischen und des englischen Königs im Val d'Or zwischen dem englischen Guînes und dem französischen Ardres vereinbart wird.

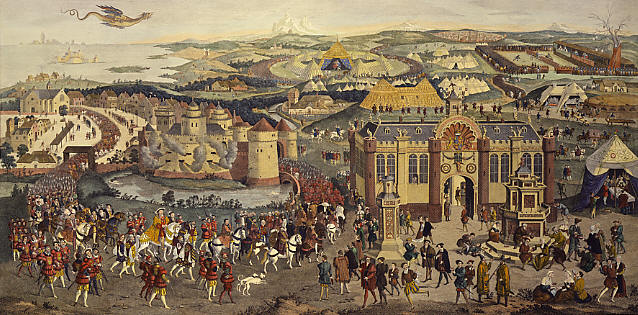
Field of the Cloth of Gold, James Basire, 1774, Stich nach einem zeitgenössischen Ölgemälde

Am 5. Juni trifft Heinrich VIII. in Guînes ein, während der französische König Franz I. seine Residenz in Ardres bezieht. Zwei Tage später treffen König Heinrich VIII. von England und König Franz I. von Frankreich erstmals auf dem so genannten Camp du Drap d’Or/Field of the Cloth of Gold zusammen, um die Beziehungen zwischen ihren beiden Ländern zu verbessern. Die Liste der Anwesenden, aufgeschrieben im Auftrag von Heinrich VIII., zählt allein rund 4000 Personen und 2000 Pferde als Begleiter des englischen Königs und circa 1100 Begleitpersonen und 770 Pferde auf Seiten der englischen Königin. Das Programm der folgenden Tage, bestehend aus inszenierten Turnieren und Banketten, lässt politische Handlungen nebensächlich werden. Auf dem Turnierplatz, der nach einer Skizze des englischen Königs errichtet worden ist, finden zwischen dem 11. und dem 22. Juni Turniere mit über 300 Teilnehmern statt. Am 24. Juni endet das prachtvolle Treffen mit einer Übergabe von Geschenken und dem Beschluss erneuter Treffen.
Camp du Drap d´Or gilt als eines der repräsentativsten und extravagantesten Herrschertreffen der Frühen Neuzeit, das zwischen Friedensbemühungen einerseits und beidseitiger Machtdemonstration andererseits steht. Die angestrebte Annäherung der beiden Herrscher wird damit jedoch nicht erreicht. Bereits am 14. Juli schließen Heinrich VIII. und Kaiser Karl V. einen Vertrag, in dem sie sich verpflichten, kein Bündnis mit Frankreich einzugehen.

#### Spanien
In Spanien beginnt am 16. April von Toledo ausgehend der Comuneros-Aufstand gegen König Karl I., der bis 1522 dauern wird. Die Aufständischen unter der Führung von Juan de Padilla vertreiben den königlichen Statthalter Adrian von Utrecht und rufen in Ávila die Santa Junta de las Comunidades ins Leben. Diese erklärt sich zur provisorischen Regierung Spaniens und den königlichen Rat Karls für abgesetzt. Die Aufständischen erobern Tordesillas und befreien die dort gefangengehaltene Königsmutter Johanna, die anschließend an der Versammlung der Cortes teilnimmt, sich allerdings weigert, jegliche Edikte zu unterschreiben. Angesichts einer sich abzeichnenden Radikalisierung der Bewegung, der sich mittlerweile auch die Bauern und die städtischen Unterschichten angeschlossen haben, ist allerdings manchen Adligen an einer Stabilisierung der Verhältnisse gelegen und sie bemühen sich um einen Ausgleich mit Karl, der in der Zwischenzeit zum militärischen Gegenangriff übergegangen ist.

#### Osmanisches Reich

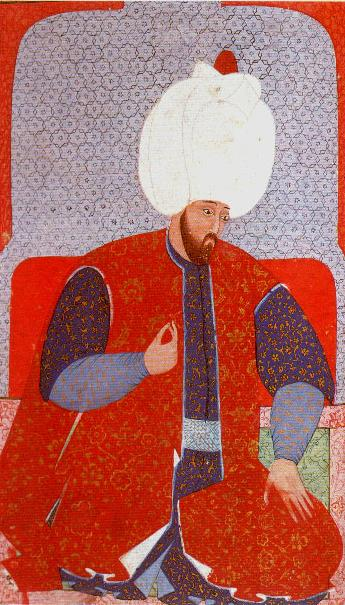
Süleyman der Prächtige

Der seit 1512 herrschende Selim I., Sultan des Osmanischen Reiches, stirbt am 21. September. Sein Nachfolger wird sein Sohn Süleyman I. der Prächtige, der bis 1566 regieren wird und unter dessen Herrschaft das Osmanische Reich endgültig zur Weltmacht aufsteigt.
Vermutlich im selben Jahr nimmt Süleyman I. seine ehemalige Sklavin Roxelane zu seiner vierten Ehefrau. Sie entwickelt sich schnell zu seiner Hauptfrau.

#### Mexiko
Pánfilo de Narváez erhält von Diego Velázquez de Cuéllar, dem Gouverneur der Insel Kuba, den Auftrag, Hernán Cortés in Mexiko zu verhaften und selbst das Kommando zu übernehmen. Am 20. April landet Narváez mit 19 Schiffen, über 1000 Männern und 60 Pferden bei Veracruz. Er sendet drei Botschafter in die von Cortés gegründete Siedlung, wo dessen Kommandant Gonzalo de Sandoval sie gefangen nehmen und nach Tenochtitlan bringen lässt.

Die Verhaftung des Narváez (links unten im Bild)

Als Cortés die Nachricht von der Landung der Truppen erhält, ernennt er Pedro de Alvarado zu seinem Stellvertreter in Tenochtitlan und bricht am 20. Mai mit 250 Mann nach Veracruz auf, wo er Narváez mit einem Überraschungsangriff besiegt und festnimmt. Anschließend überredet er dessen Soldaten, sich ihm anzuschließen und übernimmt von Narváez auch dessen Tross, der allerdings auf dem Weg nach Tenochtitlan zusammen mit einheimischen Verbündeten von Kriegern aus Texcoco bei Zultepec überfallen wird. In den folgenden Monaten werden die etwa 550 gefangenen Männer, Frauen und Kinder in Zultepec den Göttern geopfert.
Inzwischen lässt der überforderte Pedro de Alvarado in einer Panikreaktion während des aztekischen Frühlingsfests am 23. Mai im Hof des Templo Mayor mehrere Tausend Menschen massakrieren. Die aufgebrachten Azteken greifen daraufhin zu den Waffen, töten sieben Spanier und treiben die Übrigen in ihre Quartiere im Palast und belagern sie dort.

Route von Cortés’ Rückzug nach der Noche Triste

Am 24. Juni kehrt Cortés mit seinen Truppen nach Tenochtitlan zurück, wo die Lage zwischenzeitlich ruhig ist. Es kommt jedoch bald wieder zu Unruhen und die Spanier werden neuerlich im Palast belagert. Am 30. Juni wird der in Gefangenschaft der Spanier befindliche aztekische Herrscher Moctezuma II. durch Steinwürfe getötet, als er im Auftrag der Spanier versucht, die wütende Menge zu beruhigen. In der darauf folgenden Noche Triste („Nacht der Trauer“) versuchen die Spanier, heimlich aus dem Palast zu fliehen, wobei sie so viel Gold mitnehmen, wie sie tragen können. Als die Azteken den Fluchtversuch entdecken, greifen sie die Spanier von mehreren Seiten an. Von den rund 1.300 spanischen Soldaten können sich nur 425 an das Seeufer retten, die verbündeten Tlaxcalteken werden praktisch zur Gänze aufgerieben. Cuitláhuac wird nach dem Tod Moctezumas neuer Herrscher der Azteken. Er lässt den geschlagenen Spaniern mit einem Heer von mehreren Tausend Mann nachsetzen.

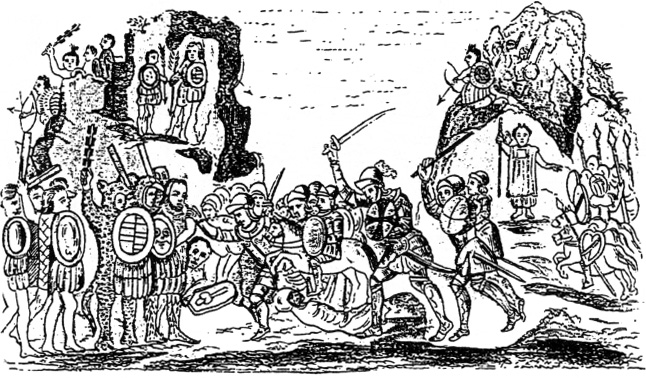
Zeitgenössische Darstellung der Schlacht von Otumba

In der Schlacht von Otumba am 14. Juli besiegen einige Hundert Spanier das Aztekenheer. Nach dem Tod ihres Oberbefehlshabers Matlatzincatl durch einen gezielten Angriff und schweren Verlusten durch die wiederholten Angriffe der spanischen Reiterei zieht sich die aztekische Armee zurück. Cortés kann sich nach der für beide Seiten verlustreichen Schlacht mit den wenigen Überlebenden nach Tlaxcala zurückziehen und mit neu eingetroffenen Verstärkungen neuerlich einen groß angelegten Eroberungsfeldzug gegen die Azteken beginnen. Sie erhalten dabei Unterstützung von Ixtlilxochitl II., der in der Thronfolge des nahe Tenochtitlan gelegenen Stadt Texcoco mehrfach übergangen worden ist, und mit Hilfe der Spanier letztlich den Thron besteigt.
Im Herbst bricht bei den Azteken eine von den Spaniern eingeschleppte Pockenepidemie aus, die Tausende Menschen das Leben kostet, unter ihnen auch Cuitláhuac. Sein Cousin Cuauhtémoc folgt ihm auf den Thron.

#### Magellans Weltumsegelung
Die sich an der Küste Südamerikas südlich des späteren Rio de Janeiro langsam nach Süden vortastende Expedition von Ferdinand Magellan erreicht am 10. Januar die Mündung des Río de Solís. Sie verbringt dort etwa einen Monat auf der Suche nach einer Meerespassage nach Westen, die aber unauffindbar bleibt. Danach segeln die fünf Schiffe weiter die südamerikanische Küste entlang nach Süden und erforscht unterwegs alle Buchten und Flussmündungen. Am 30. März erreicht die Expedition südlich des 49. Breitengrades eine Bucht, die Puerto San Julián genannt wird. Hier soll überwintert werden. Magellan und seine Mannschaft treffen auf Einheimische, die vom Chronisten der Expedition Antonio Pigafetta als „Riesen“ beschrieben werden, und nennen diese Patagonier, was so viel wie „Großfüße“ bedeutet. Wegen der zur Neige gehenden Vorräte lässt Magellan die Essensrationen kürzen, was bereits am 1. April zu einer Meuterei führt, die nur mit Mühe niedergeschlagen werden kann. Zwei Kapitäne, darunter Luis de Mendoza, werden im Anschluss hingerichtet. Wenig später wird die Santiago auf eine Erkundungsfahrt nach Süden geschickt, wo sie am 22. Mai Schiffbruch erleidet. Die Besatzung muss sich auf dem Landweg zurück zum Lager durchschlagen. 
In der Zwischenzeit hat König Manuel I. von Portugal – alarmiert von Magellans Mission – am 10. Mai eine 10 Schiffe umfassende Flotte damit beauftragt, heimlich eine Festung gegen das mit Portugal eigentlich verbündete und von seinem Schwager regierte Spanien auf den Molukken zu bauen.
Die auf vier Schiffe reduzierte Expedition bricht am 24. August von ihrem Winterquartier in Puerto San Julián auf und segelt weiter nach Süden. Am 21. Oktober sichtet Magellan ein Kap, das er nach dem Tag der Entdeckung Cabo Vírgenes nennt. Das Jungfrauenkap liegt in der heutigen Región de Magallanes y de la Antártica Chilena am Eingang der später nach ihm benannten Magellanstraße. Ein schwerer, mehr als 36 Stunden dauernder Sturm treibt am 1. November zwei seiner Schiffe in eine Bucht, die sich im weiteren Verlauf als Durchfahrt vom Atlantischen zum Pazifischen Ozean erweist. Ein Landungstrupp wird zur Nordküste geschickt, in jene raue und kalte Gegend, die Magalhães zuvor Patagonien genannt hat. Doch außer einer alten Grabstätte mit zweihundert menschlichen Skeletten können die Matrosen nichts Wesentliches entdecken. Im Süden der Meerenge sehen sie hingegen des Nachts vom Schiff aus viele Feuer. Der Generalkapitän nennt das Land entsprechend Tierra del Fuego, Land des Feuers. Auf der San Antonio, dem größten Schiff der Flotte, bricht bei der Durchfahrt neuerlich eine Meuterei aus und das Schiff macht sich unter dem Kommando des Meuterers Estêvão Gomes über Westafrika auf den Heimweg. Am 28. November erreichen die restliche drei Schiffe nach vielen widrigen Stürmen den von Magellan so getauften Pazifischen Ozean, weil sich die Stürme hier endlich legen. 
Für die Überquerung des Pazifiks braucht die Armada drei Monate und 20 Tage, während deren bis auf zwei winzige, unbewohnte Inseln kein Land zu sehen ist. Ein Großteil der Mannschaft erkrankt an Skorbut; es gibt an Bord der Schiffe kaum mehr etwas zu essen. Mindestens 19 Männer sterben.

#### Stadtrechte und urkundliche Ersterwähnungen
- Krakowez erhält das Magdeburger Stadtrecht.

### Wirtschaft
- Herzog Georg der Bärtige von Sachsen untersagt per Erlass den „Blauen Montag“ für Handwerker.
- Burg Freudenstein bei Sankt Joachimsthal in Böhmen wird im Auftrag der Grafen Schlik fertiggestellt. Sie dient dem Schutz und der Verwaltung des Silberbergbaus in der Umgebung.
- König Manuel I. von Portugal gründet die erste portugiesische Post unter der Bezeichnung serviço de correio público.

### Wissenschaft und Technik
- 11. Oktober: Der Rat der Stadt Frankfurt am Main beruft Wilhelm Nesen zum ersten Rektor der neu gegründeten Lateinschule.

### Kultur
| Kultur | Kultur |
| --- | ------ |
| - Cinquecento in Italien - Renaissance - Hochrenaissance in Italien - Frührenaissance im deutschsprachigen Raum - Spätgotik - Manuelinik in Portugal - Plateresker Stil in Spanien |        |

Um das Jahr 1520 beginnt die kunsthistorische Epoche des Manierismus. Der Manierismus basiert ursprünglich auf der Idee, dass ein Künstler seinen ganz eigenen Stil, die maniera, entwickeln und hervorheben solle. Dabei werden alle technischen Möglichkeiten zu einer extremen Gestaltung ausgeschöpft. Es handelt sich je nach Definition um eine Form der Spätrenaissance oder um einen Übergangsstil zwischen Renaissance und Barock, die ihren Ursprung in Italien hat, mit Zentren in Rom und Florenz. Manieristische Werke entstehen insbesondere in Malerei, Plastik und Baukunst.

#### Architektur
- 15. Juli: Acht Jahre nach einem verheerenden Brand wird die renovierte und gotisierte Kirche St. Zeno in Bad Reichenhall – die größte romanische Basilika Altbayerns – neu geweiht.
- Nach 300 Jahren Bauzeit wird die gotische Kathedrale von Metz vollendet.

#### Malerei

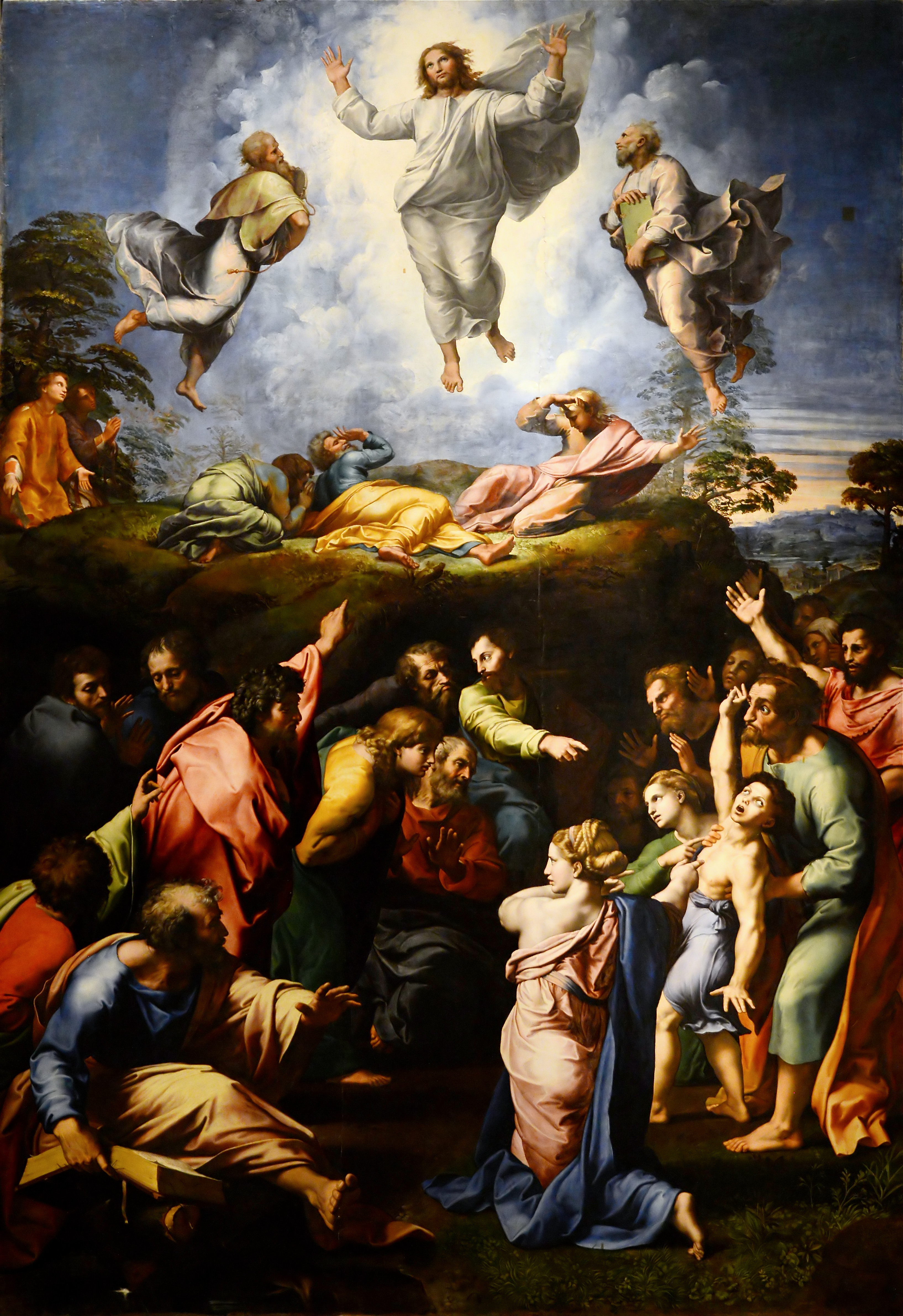
Raffael, Transfiguration

- 6. April: Beim Tod Raffaels ist das Auftragsbild Transfiguration bis auf einige kleinere Stellen fertiggestellt.

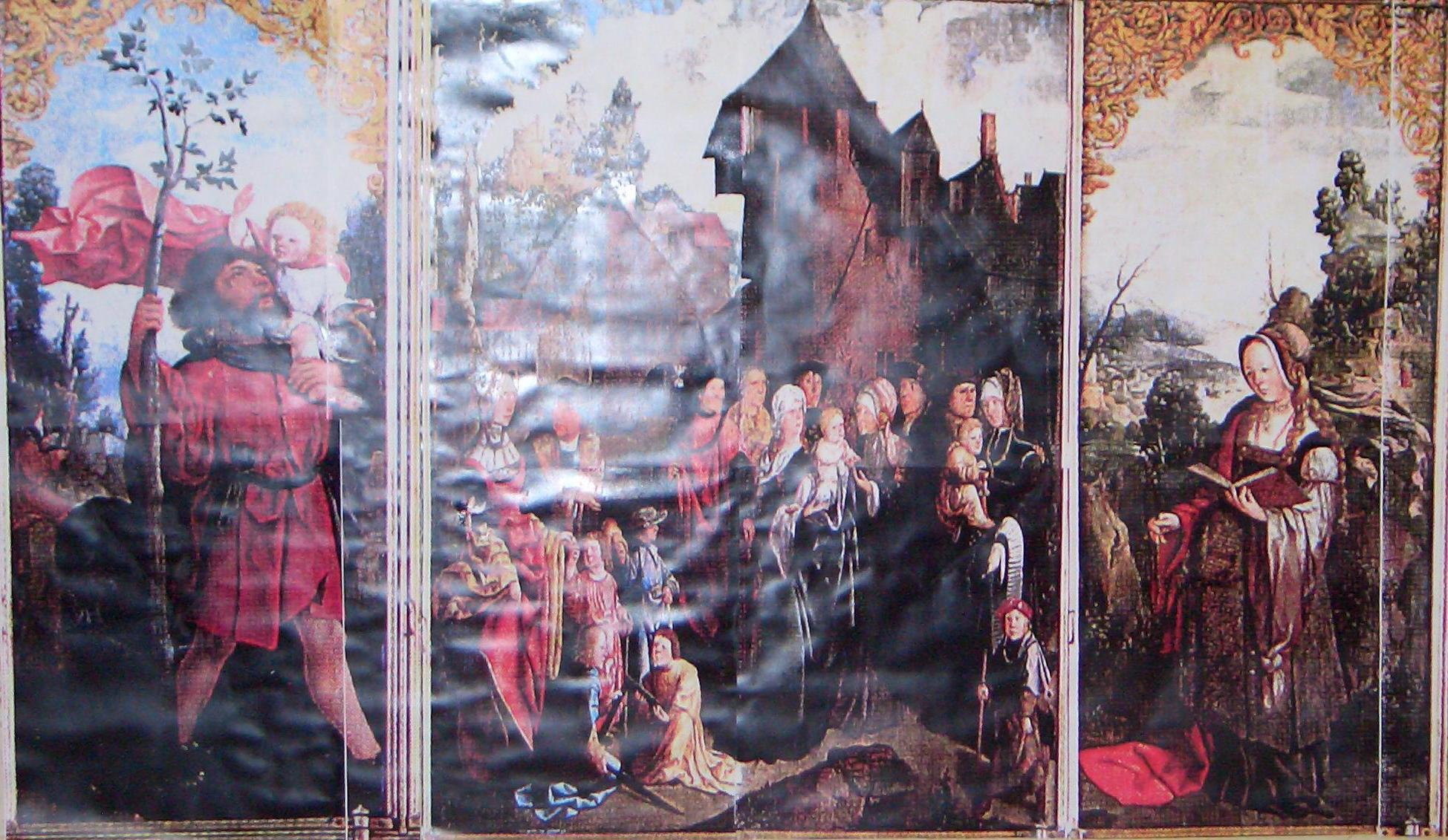
Frangipani-Altar

Der Frangipani-Altar in der Pfarrkirche zum Hl. Martin in Obervellach in Kärnten, gemalt von Jan van Scorel im Renaissance-Stil, entsteht. Er besteht aus drei Tafeln, auf welchen die Heilige Familie, der Heilige Christophorus und die Heilige Apollonia dargestellt werden. Die beiden letzteren auf den Seitenflügeln dargestellten Heiligen lassen auf die Auftraggeber schließen, den Kaiserlichen Feldhauptmann Christoph Frangipani und seine Frau Apollonia Lang von Wellenburg.

#### Sonstiges

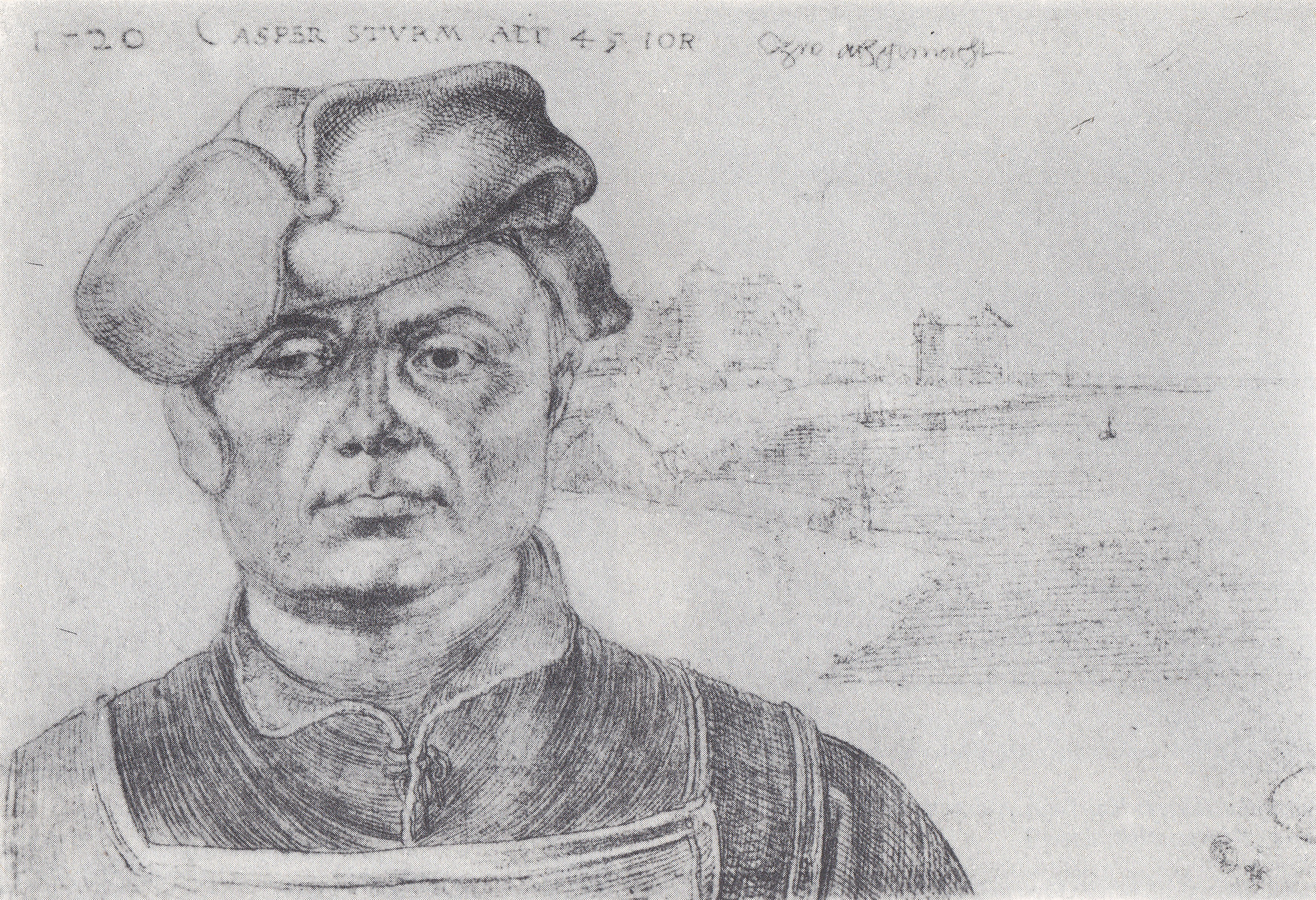
CASPER STVRM ALT 45 IOR
Silberstiftzeichnung von Albrecht Dürer

- um den 27. Oktober: Albrecht Dürer wohnt in Aachen den Krönungsfeierlichkeiten Karls V. bei und „konterfeit“ bei dieser Gelegenheit den neu ernannten Reichsherold Kaspar Sturm.
- um 1520: Die Kilwachronik, eine Liste der Könige der ostafrikanischen Stadt Kilwa Kisiwani, entsteht.

### Religion

#### Reformation
- Anfang Juni erscheint die Schrift Von den guten Werken von Martin Luther bei Melchior Lotter in Wittenberg.

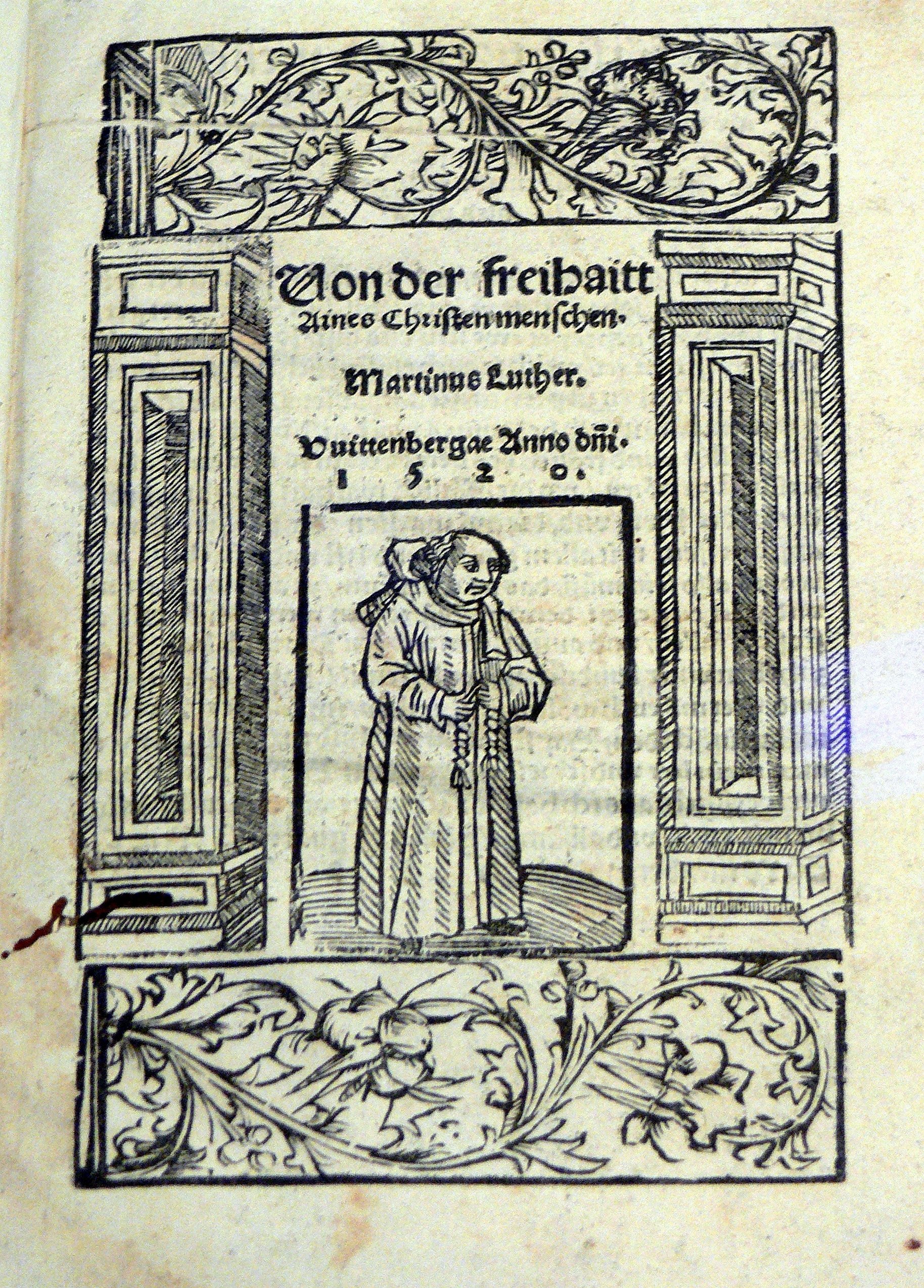
Von der Freiheit eines Christenmenschen, Titelseite

- Papst Leo X. droht Martin Luther in seiner Bannandrohungsbulle Exsurge Domine vom 15. Juni mit der Exkommunikation, sollte er nicht binnen 60 Tagen 41 seiner 95 Thesen widerrufen. Luther antwortet darauf mit der aus 30 Thesen bestehenden Denkschrift Von der Freyheith eines Christenmenschen sowie nach Ablauf der Widerrufsfrist am 10. Dezember mit der Verbrennung der päpstlichen Bulle.
- Im Juli erscheint der Eccius dedolatus (Der enteckte Eck), eine Spottschrift gegen Luthers Gegenspieler Johannes Eck.
- 5. August: Martin Luther veröffentlicht An den christlichen Adel deutscher Nation von des christlichen Standes Besserung.
- In der reformatorischen Schrift Von der babylonischen Gefangenschaft der Kirche stellt Martin Luther erstmals die Siebenzahl der Sakramente öffentlich in Frage. Seiner Meinung nach existieren nur drei Sakramente: Taufe, Buße und Abendmahl, obgleich er am Ende der Schrift einräumt, dass es durchaus auch nur zwei Sakramente geben könne, da es der Buße eines Zeichens ermangele, das zu einem Sakrament unbedingt dazugehöre. Mit dieser Abhandlung vollzieht Luther auch in der Sakramentslehre den Bruch mit der Kirche seiner Zeit. Als Schrift der frühen Reformationszeit ist sie grundlegend für die evangelische Sakramentslehre.

#### Sonstiges
- 15./16. Juli: Acht Jahre nach einem verheerenden Brand wird die renovierte und gotisierte Kirche St. Zeno in Bad Reichenhall – die größte romanische Basilika Altbayerns – durch Bischof Berthold Pürstinger neu geweiht.
- Papst Leo X. verbietet durch Machtspruch die Schriften Johannes Reuchlins, insbesondere den Augenspiegel.

## Historische Karten und Ansichten

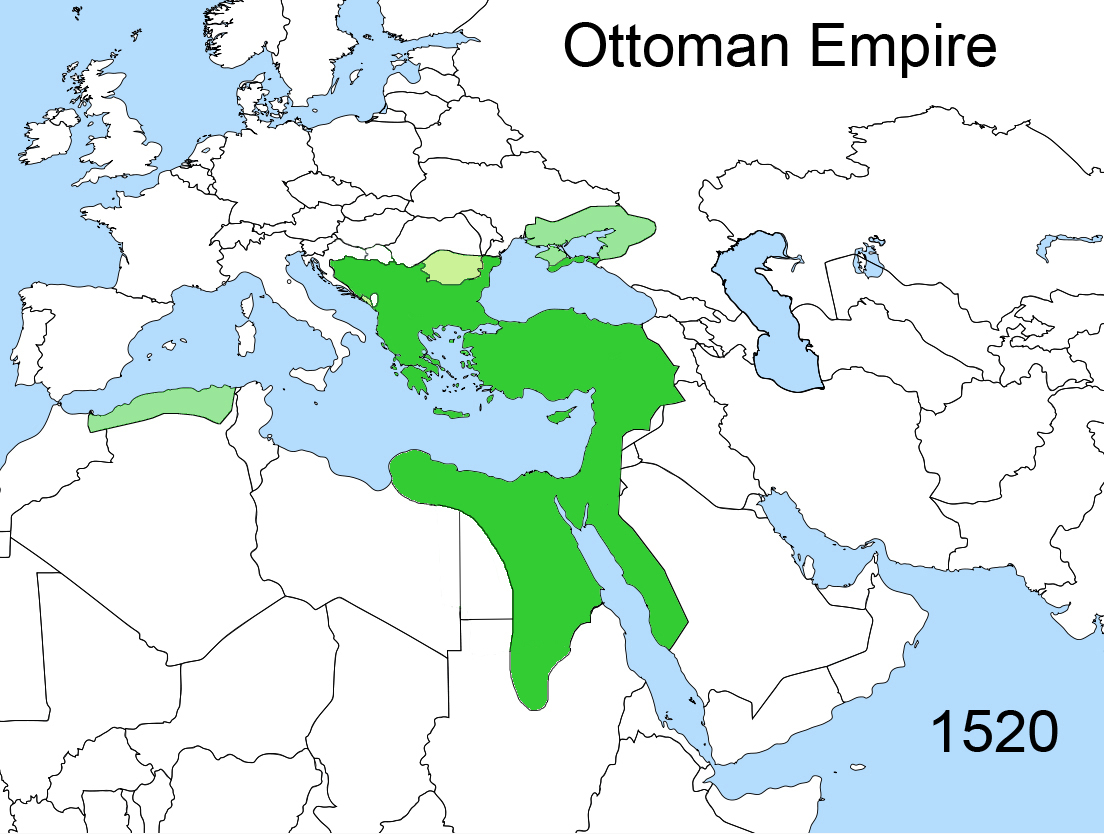
Territoriale Ausdehnung des osmanischen Reiches um 1520
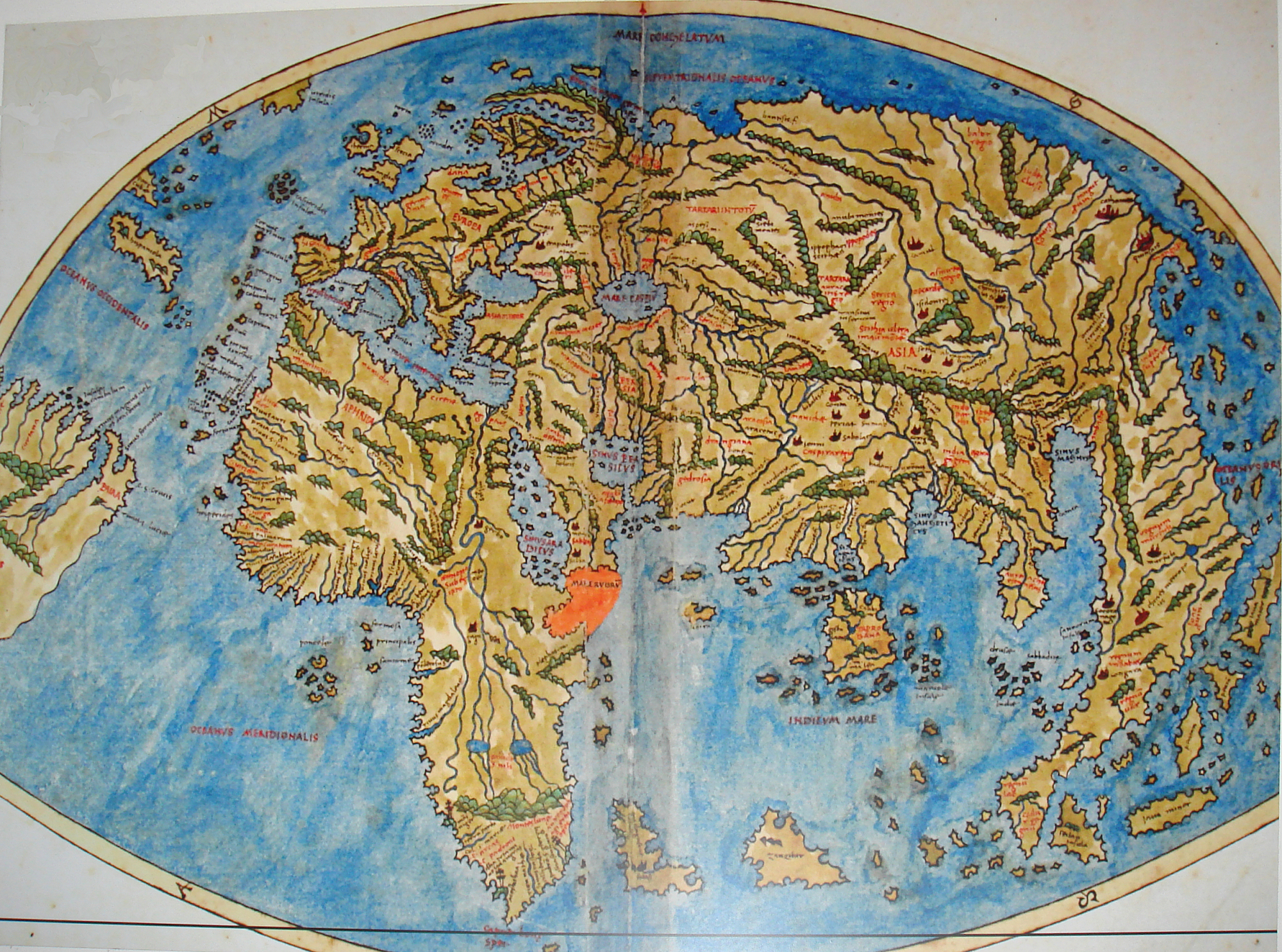
Weltkarte, Pietro Coppo, Venedig 1520

## Geboren

### Geburtsdatum gesichert
- 7. Januar: Peder Oxe, dänischer Reichsrat und Reichshofmeister († 1575)
- 13. Februar: Elisabeth von Pfalz-Simmern, Gräfin von Erbach († 1564)
- 22. Februar: Friedrich III., Herzog von Haynau und Liegnitz († 1570)
- 3. März: Matthias Flacius, lutherischer Theologe und Reformator († 1575)
- 11. März: Vollrad von Mansfeld, deutscher Söldnerführer († 1578)
- 18. April: Christoph Lersner, deutscher Rechtswissenschaftler, Verwaltungsjurist und Hochschullehrer († 1603)
- 1. August: Sigismund II. August, König von Polen, Großfürst von Litauen, letzter König der Jagiellonen († 1572)
- 10. August: Madeleine von Frankreich, Königin von Schottland († 1537)
- 21. August: Bartholomäus Sastrow, deutscher Schriftsteller († 1603)
- 31. August: Heinrich Sudermann, deutscher Jurist und erster Syndikus der Hanse († 1591)
- 17. September: Laurentius Lindemann,  deutscher Rechtswissenschaftler und sächsischer Staatsmann († 1585)
- 7. Oktober: Alessandro Farnese, italienischer Kardinal († 1589)
- 28. Oktober: Hermann von Neuenahr der Jüngere, deutscher humanistisch gebildeter Staatsmann und Förderer der Reformation am Niederrhein († 1578)
- 10. November: Dorothea von Dänemark und Norwegen, Pfalzgräfin der Kurpfalz († 1580)
- 6. Dezember: Barbara Radziwiłł, Königin von Polen und Großfürstin von Litauen († 1551)
- 24. Dezember: Märta Eriksdotter Leijonhufvud, schwedische Adelige und Gutsherrin († 1584)

### Genaues Geburtsdatum unbekannt
- Gáspár Bekes, ungarisch-siebenbürgischer Magnat († 1579)
- Filippa Duci, piemontesische Adelige und Mätresse des französischen Königs Heinrich II. († 1586)
- Johannes Acronius Frisius, westfriesischer Gelehrter, Arzt, Astronom und Mathematiker († 1564)
- Abén Humeya, maurischer König († 1569)
- Jacob Palaeologus, griechisch-italienischer Theologe und Diplomat († 1585)
- Pieter Overd’hage, niederländischer Buchdrucker, Lehrer und reformierter Theologe († 1604)
- Agatha Streicher, überregional bekannte Ärztin in der Reichsstadt Ulm († 1581)
- Jane Stuart, schottische Adelige, Gouvernante von Maria Stuart und Mätresse des französischen Königs Heinrich II. († 1563)

### Geboren um 1520
- Solomon Abenaes, marranischer Geschäftsmann und Diplomat († 1603)
- Jacob Beurlin, deutscher evangelischer Theologe und Reformator († 1561)
- Jean Crespin, französisch-schweizerischer Jurist, Autor und Buchdrucker († 1572)
- Isbrand Daux, Schweizer Politiker. († 1592)
- Kaspar Suter, Schweizer Soldat und Chronist († 1554)

## Gestorben

### Todesdatum gesichert
- 03. Februar: Sten Sture der Jüngere, Reichsverweser in Schweden (* 1493)
- 05. Februar: Eberhard von Rentelen, Ratsherr der Hansestadt Lübeck
- 07. Februar: Alfonsina Orsini, italienische Adlige (* 1472)
- 13. Februar: Dorothea von Brandenburg, Äbtissin im Klarissenkloster Bamberg (* 1471)
- 24. Februar: Alfons von Aragonien, Erzbischof von Saragossa und von Valencia (* 1470)
- 26. Februar: Dietrich von Plieningen, deutscher Adeliger, Jurist und Humanist (* 1453)
- 16. März: Martin Waldseemüller, deutscher Kartograf, prägte den Namen America (* um 1472/1475)

- 02. April: Luis de Mendoza, spanischer Seefahrer und Entdecker, Kapitän und Generalschatzmeister auf Magellans Expedition, wegen Meuterei hingerichtet

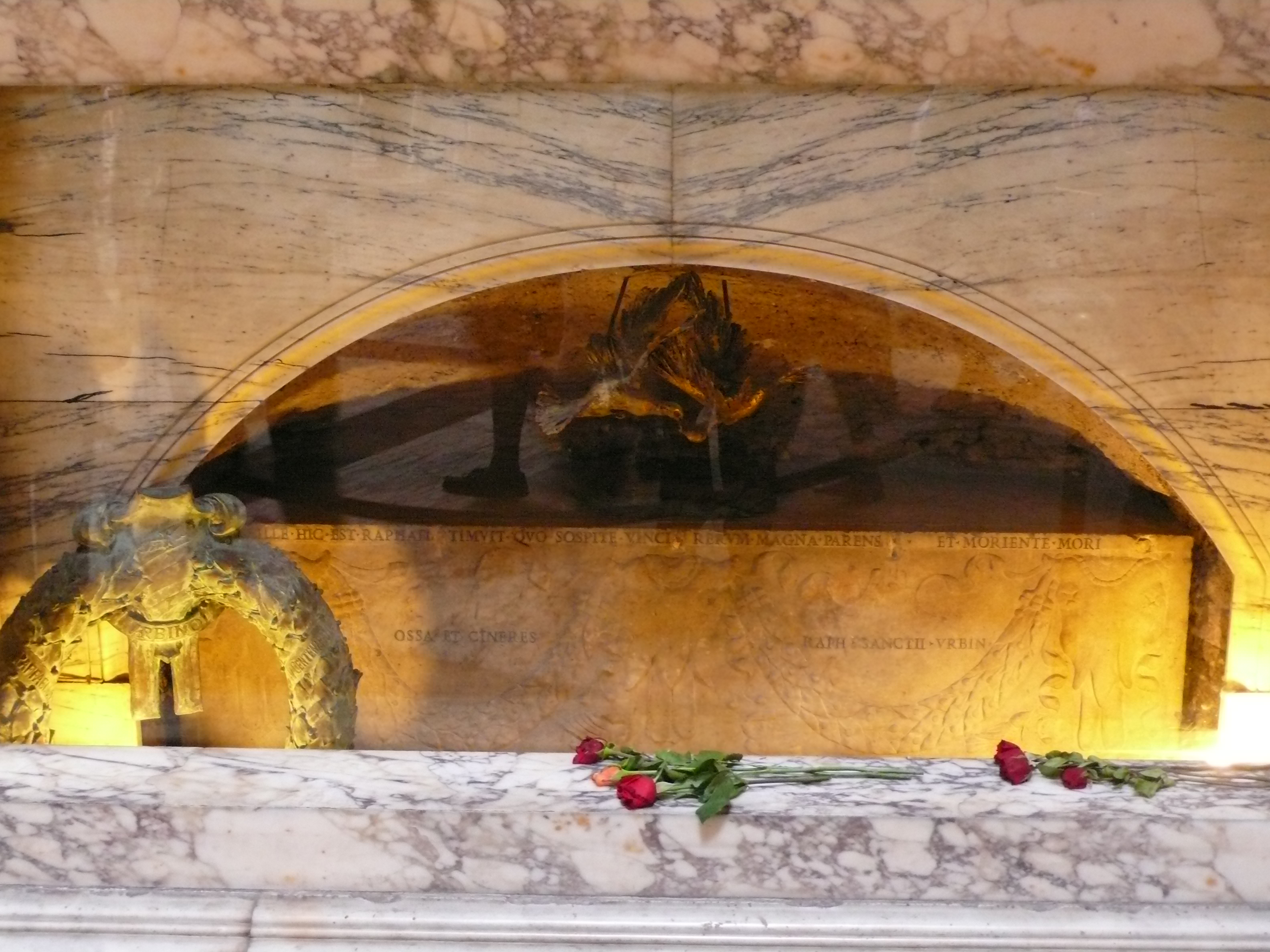
Raffaels Grab im Pantheon in Rom

- 06. April: Raffael, italienischer Maler und Baumeister (* 1483)
- 06. April: Hans Schicklin, Schweizer Kunstschreiner und Bildschnitzer
- 11. April: Agostino Chigi, italienischer Bankier und Mäzen (* 1466)
- 22. Mai: Jan Lubrański, Bischof von Płock und von Posen (* 1456)
- 23. Mai: Richard Carew, englischer Ritter (* um 1469)
- 30. Mai: Claude de Seyssel, französischer Humanist, Jurist, Philologe, Herausgeber, Autor, Bischof und Theologe (* 1450)
- 31. Mai: Johannes Aesticampianus, sorbischer Gelehrter, Theologe und Humanist, poeta laureatur (* 1457)
- 30. Juni: Moctezuma II., Herrscher der Azteken (* um 1465)
- 01. Juli: Juan Velázquez de León, spanischer Offizier und Konquistador
- 24. Juli: Petrus de Scotia, schottischer Theologe und Rektor der Universität Kopenhagen (* 1450)
- 02. August: Johannes V. Thurzo, Fürstbischof von Breslau (* 1466)
- 12. August: Angelina Branković, serbische Despoina, Heilige der serbisch-orthodoxen Kirche (* vor 1460)
- 12. August: Johannes von Schlabrendorff, Bischof von Havelberg
- 03. September: Ippolito I. d’Este, Kardinal der römisch-katholischen Kirche, Erzbischof von Gran und Mailand (* 1479)
- 20. September: Gregor Hauser, Architekt, Steinmetz und Dombaumeister des Wiener Stephansdoms (* 1470)

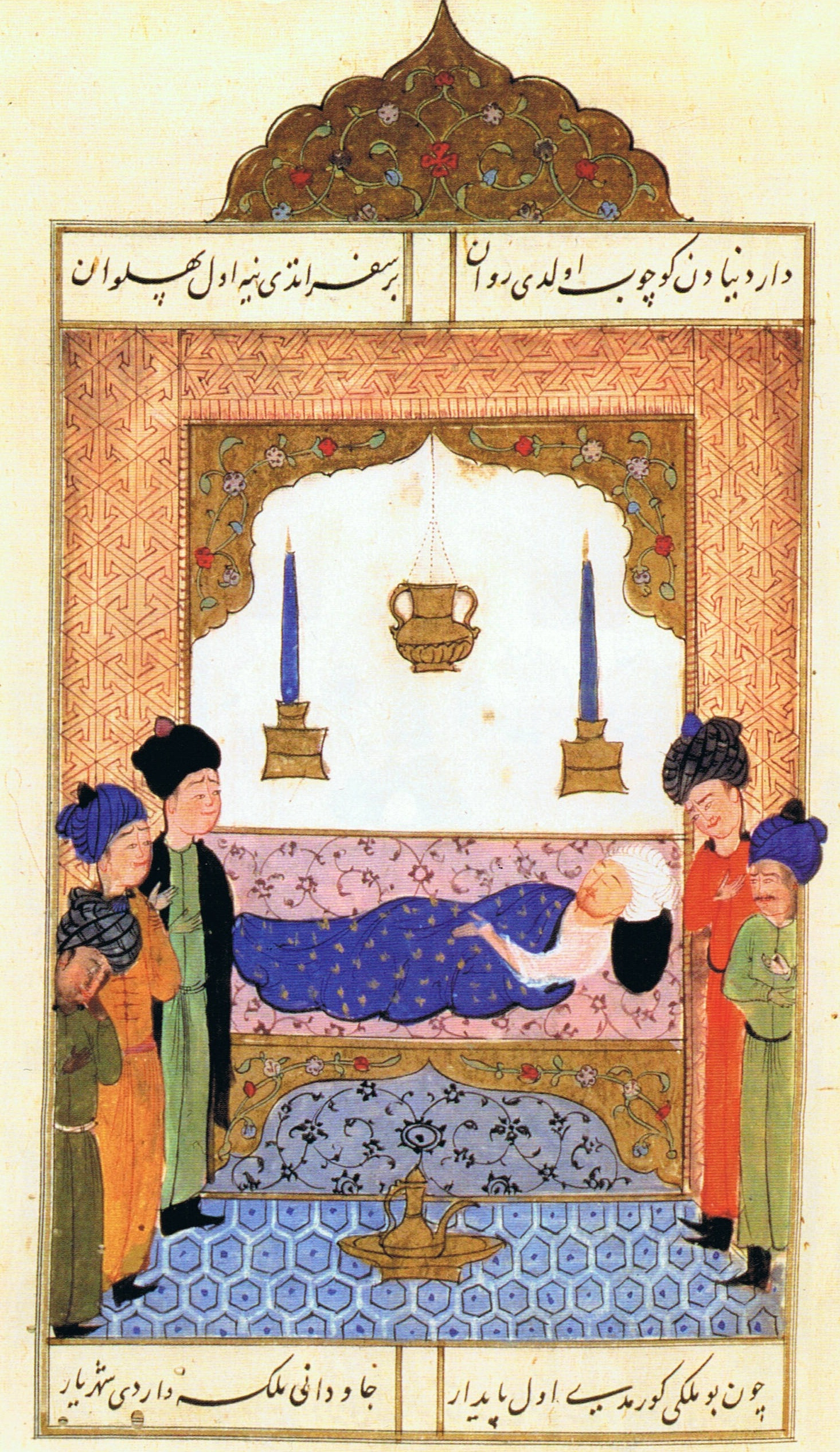
Selim I. auf dem Sterbebett
(Miniatur aus dem Selīm-nāme)

- 21. September: Selim I., Sultan des Osmanischen Reichs (* 1470)
- 09. November: Joakim Brahe, schwedischer Adeliger und Reichsrat
- 06. Dezember: Bartolomé Ordóñez, spanischer Bildhauer (* um 1480)

### Genaues Todesdatum unbekannt
- Şeyh Hamdullah, osmanischer Kalligraph (* 1429)
- Soltan Ali Maschhadi, persischer Kalligraph (* 1435)
- Marx Reichlich, Tiroler Maler (* um 1460)

### Gestorben um 1520
- Hermann Bote, deutscher Zollschreiber, Chronist und Schriftsteller (* um 1450)
- Lopo Soares de Albergaria, portugiesischer Seefahrer und dritter Gouverneur von Portugiesisch-Indien (* um 1460)